# Ulica Oswobodzenia w Katowicach
Ulica Oswobodzenia w Katowicach – ulica w katowickiej dzielnicy Janów-Nikiszowiec, biegnąca przez historyczną część Janowa w kierunku Mysłowic.

## Charakterystyka
Rozpoczyna ona swój bieg przy skrzyżowaniu z ulicami: Szopienicką i Transportowców. Następnie krzyżuje się kolejno z ulicami: Teofila Ociepki, Lwowską, Cmentarną, Leśnego Potoku, Grodową i Hodowców, natomiast kończy ona swój bieg za skrzyżowaniem z Obrzeżną Zachodnią, przy skrzyżowaniu z ul. Janowską i ul. Łączną, które są ulicami w granicach administracyjnych miasta Mysłowice. W Mysłowicach droga kontynuuje bieg jako ulica ks. Norberta Bończyka.
Według badań, przeprowadzonych na zlecenie Urzędu Miasta Katowice w 2007 roku, natężenie ruchu w godzinie popołudniowego szczytu na ul. Oswobodzenia wynosi 1 055 samochodów. Ulicą kursują autobusy ZTM.
Swoją siedzibę przy ul. Oswobodzenia mają m.in. (stan na listopad 2020 roku): firmy handlowo-usługowe, Galeria Szyb Wilson, Fundacja Eko-Art Silesia, Szkoła Podstawowa nr 53 im. Stefana Żeromskiego (jedna z trzech siedzib; ul. Oswobodzenia 47), Przedszkole Miejskie nr 62 (ul. Oswobodzenia 61), Sala Królestwa Świadków Jehowy (ul. Oswobodzenia 4a; zbory: Katowice–Angielski, Katowice–Giszowiec, Katowice–Wschód, Katowice–Zawodzie) oraz Środowiskowy Dom Samopomocy przy Śląskim Stowarzyszeniu Ad Vitam Dignam (ul. Oswobodzenia 92).

## Historia
Droga, biegnąca śladem dzisiejszej ulicy Oswobodzenia, istniała już w XIX wieku. Jest zaznaczona na mapie z 1904 roku.
W 1908 i 1913 roku przy dzisiejszej ul. Oswobodzenia wzniesiono budynki szkół podstawowych. Przy ul. Oswobodzenia 59 był zlokalizowany historyczny budynek stolarni z zapleczem, ale nie zachował się do czasów współczesnych.
Do końca lat 20. XX w. w rejonie posesji przy dzisiejszej ul. Oswobodzenia 55 znajdowała się siedziba urzędu gminy Janów.
W 2001 roku w budynkach dawnego szybu „Wilson” (cechownia i markownia) otwarto Galerię Szyb Wilson. Jej twórcami są Johann Bros i Monika Paca.

## Obiekty zabytkowe

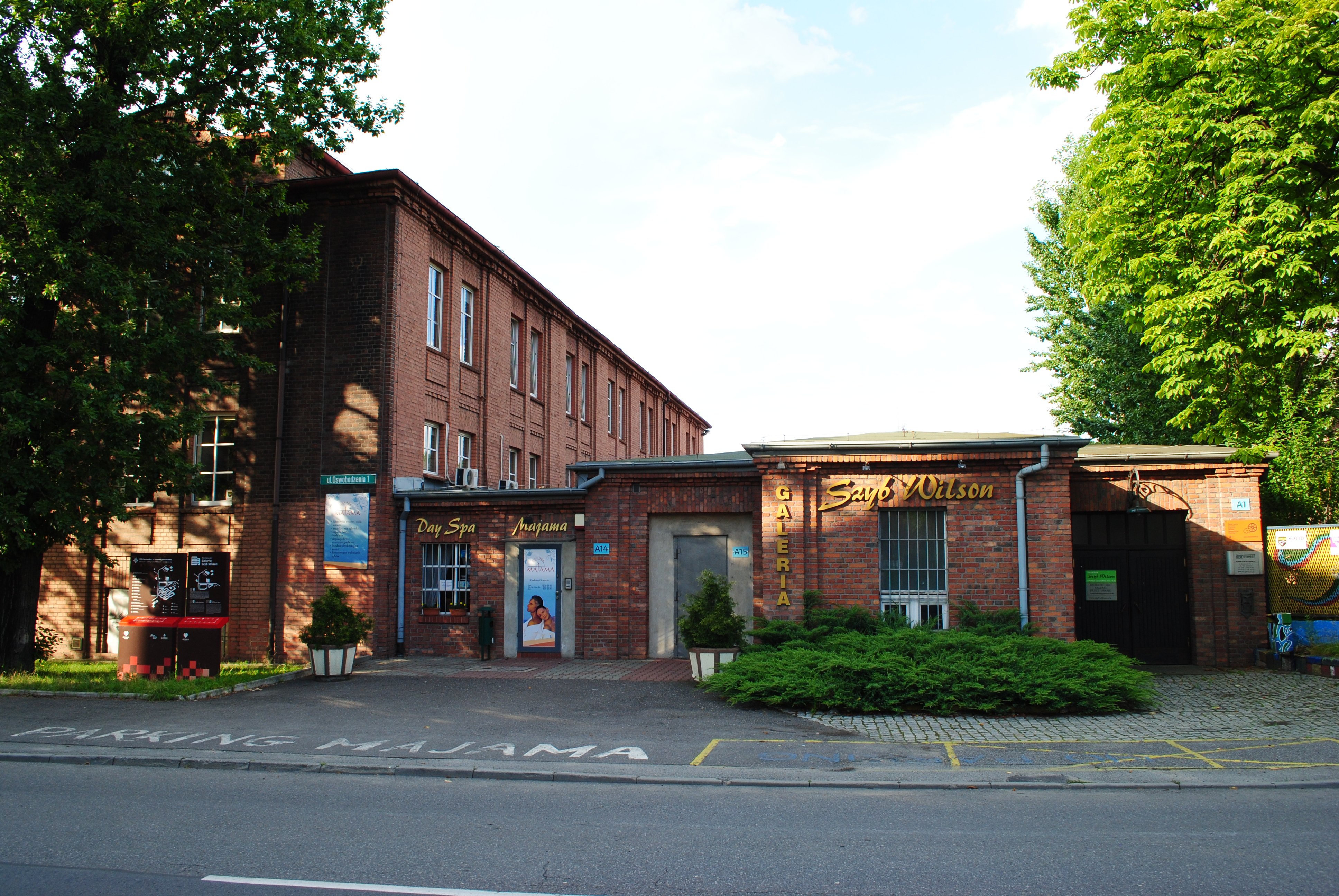
Galeria Szyb Wilson (ul. Oswobodzenia 1)

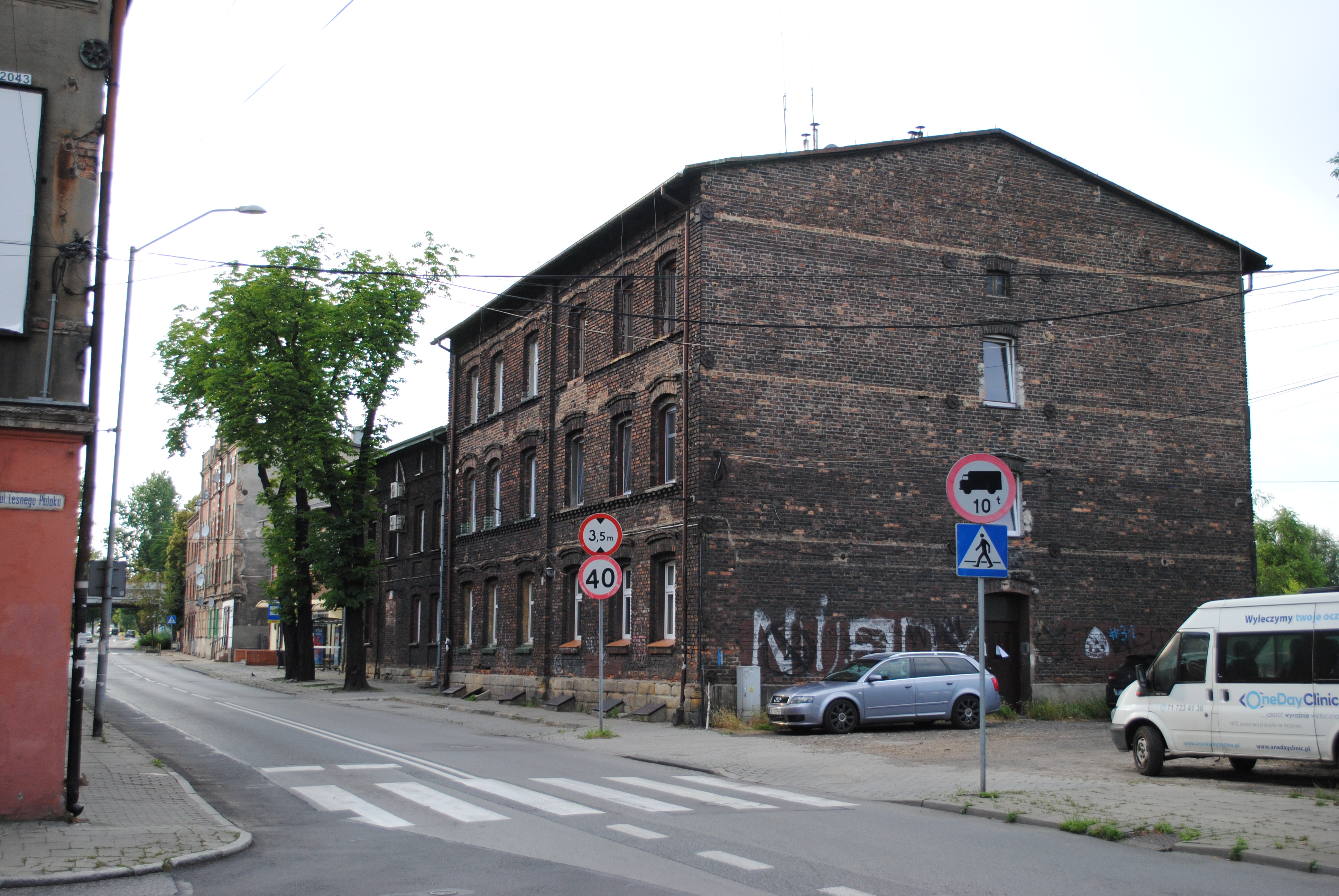
Kamienice mieszkalne (ul. Oswobodzenia 75, 77, 79 i 81)

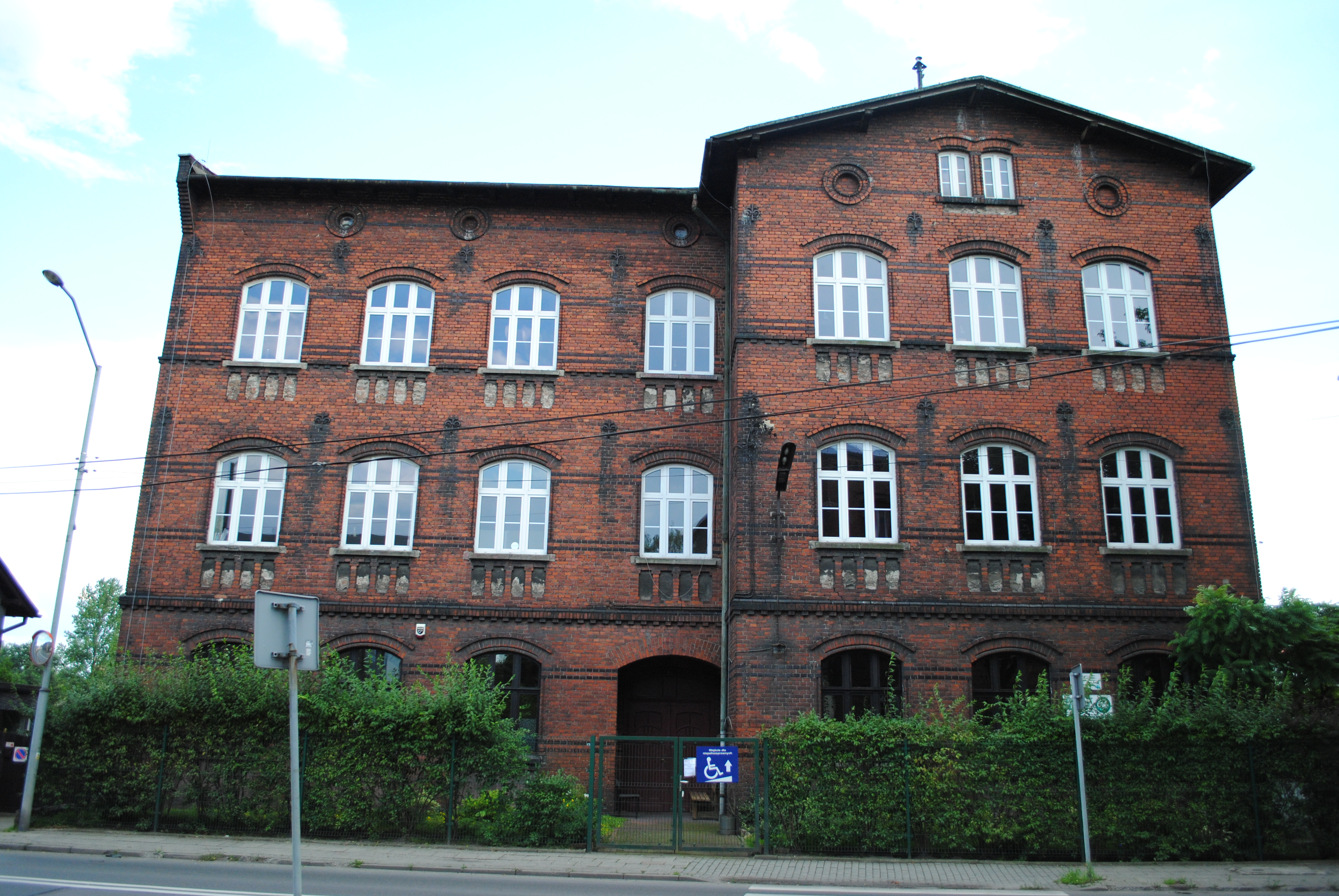
Środowiskowy Dom Samopomocy (ul. Oswobodzenia 92)

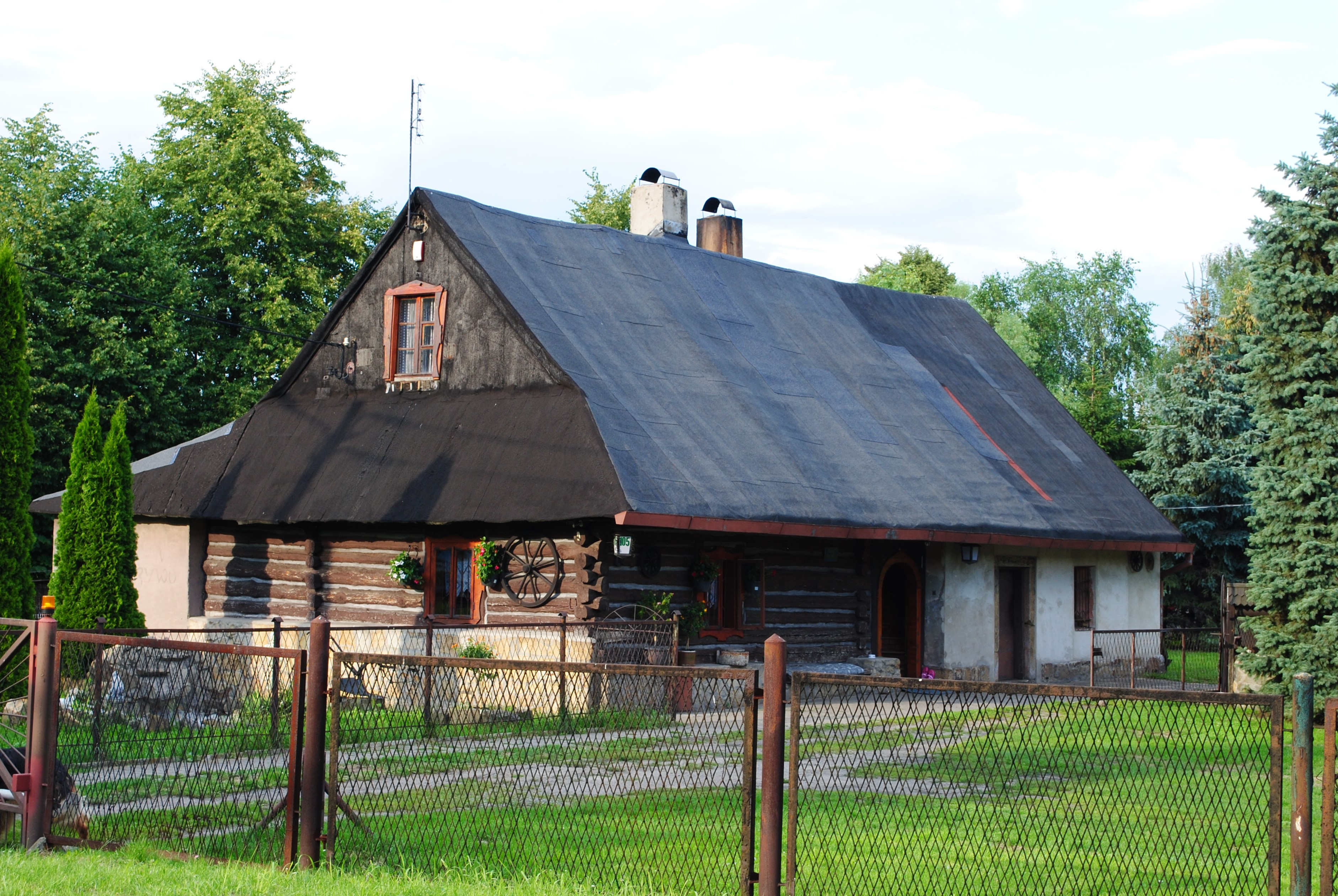
Drewniany dom wiejski ze starodrzewem (ul. Oswobodzenia 105)

Przy ulicy Oswobodzenia znajdują się następujące historyczne obiekty:
- dawny szyb „Wilson”[17] z 1918 roku – obecnie Galeria Szyb Wilson (ul. Oswobodzenia 1), składający się z dawnych budynków biurowych, dawnej łaźni oraz cechowni; obiekty posiadają cechy stylu historyzmu i secesji, zostały zaprojektowane Emila i Georga Zillmannów[13]; obiekt wpisano do rejestru zabytków nieruchomych województwa śląskiego 20 maja 2019 roku (nr rej. A/516/2019);
- dwa budynki zespołu szybu Wilson (ul. Oswobodzenia 1), wzniesione w dwudziestoleciu międzywojennym w stylu historyzmu;
- wolnostojąca kamienica mieszkalna (ul. Oswobodzenia 2), wzniesiona na początku XX wieku w stylu historyzmu ceglanego prostego/secesji;
- dom mieszkalny – dawne pomieszczenia biurowe i cechownia szybu Kaiser „Wilhelm” (od 1935 roku[18] pol. „Ligoń”) przy ul. Oswobodzenia 4, wybudowany około 1870 roku w stylu historyzmu;
- domy tradycyjne (ul. Oswobodzenia 16, 112/114, 113, 115, 117, 118, 119/121, 120, 123, 125, 127, 137 i 139);
- kamienica mieszkalna w pierzei (ul. Oswobodzenia 20), pochodząca z przełomu XIX i XX wieku, posiada cechy stylu historyzmu ceglanego prostego;
- kamienice mieszkalne (ul. Oswobodzenia 22 i 40);
- wolnostojąca kamienica mieszkalna z początku XX wieku (ul. Oswobodzenia 24), posiada cechy stylu historyzmu ceglanego prostego i secesji;
- kamienica z oficyną (ul. Oswobodzenia 27), wzniesiona pod koniec XIX wieku w stylu historyzmu ceglanego prostego;
- bezstylowy dom wiejski z zagrodą (ul. Oswobodzenia 28), pochodzący z połowy XIX wieku;
- kamienica z oficyną w pierzei (ul. Oswobodzenia 31, 31a), wybudowana na początku XX wieku w stylu historyzmu ceglanego;
- kamienica mieszkalna w pierzei (ul. Oswobodzenia 35), wzniesiona na początku XX wieku w stylu historyzmu ceglanego prostego;
- narożna kamienica mieszkalna (ul. Oswobodzenia 42; róg z ul. T. Ociepki), pochodząca z końca XIX wieku, posiada cechy stylu historyzmu ceglanego prostego;
- kamienica mieszkalna z końca XIX wieku (ul. Oswobodzenia 54), posiadająca cechy stylu historyzmu ceglanego prostego;
- domy mieszkalne (ul. Oswobodzenia 56, 58 i 62);
- bezstylowy dom wiejski z zagrodą (ul. Oswobodzenia 60), wybudowany pod koniec XIX wieku;
- budynek dawnej szkoły żeńskiej (ul. Oswobodzenia 61), wzniesiony na początku XX wieku; obecnie siedziba przedszkola;
- dom mieszkalny z końca XIX wieku (ul. Oswobodzenia 65), posiada cechy stylu historyzmu i neogotyku;
- dom mieszkalny z oficyną (ul. Oswobodzenia 67), wybudowany na początku XX wieku w stylu historyzmu/modernizmu;
- kamienica mieszkalna z końca XIX wieku (ul. Oswobodzenia 73), posiada cechy stylu historyzmu;
- kamienica mieszkalna z początku XX wieku (ul. Oswobodzenia 75), wzniesiona w stylu modernizmu z elementami historyzmu;
- dom mieszkalny (ul. Oswobodzenia 77), wybudowany w połowie XIX wieku w stylu historyzmu;
- kamienica mieszkalna z końca XIX wieku (ul. Oswobodzenia 80), posiada cechy stylu historyzmu;
- domy mieszkalne (ul. Oswobodzenia 79 i 86), wzniesione w 2. połowie XIX wieku w stylu historyzmu ceglanego prostego;
- kamienica mieszkalna (ul. Oswobodzenia 81), wzniesiona w 2. połowie XIX wieku w stylu historyzmu ceglanego prostego;
- kamienica mieszkalna z oficyną (ul. Oswobodzenia 85), wybudowana w 2. połowie XIX wieku w stylu historyzmu ceglanego prostego;
- narożna kamienica mieszkalna (ul. Oswobodzenia 88; róg z ul. Leśnego Potoku), wzniesiona w 2. połowie XIX wieku w stylu historyzmu;
- domy mieszkalne w pierzejach (ul. Oswobodzenia 90 i 96);
- wolnostojąca kamienica mieszkalna z początku XX wieku (ul. Oswobodzenia 91), posiada cechy stylu historyzmu i modernizmu;
- budynek dawnej szkoły męskiej (ul. Oswobodzenia 92), wzniesiony na początku XX wieku w stylu historyzmu, obecnie mieści się w nim Środowiskowy Dom Samopomocy;
- dom mieszkalny (ul. Oswobodzenia 93), wybudowany pod koniec XIX wieku w stylu historyzmu ceglanego prostego;
- dom mieszkalny (ul. Oswobodzenia 95), wzniesiony w 2. połowie XIX wieku w stylu historyzmu ceglanego prostego;
- budynek, wzniesiony w 2. połowie XIX wieku (ul. Oswobodzenia 102);
- wolnostojąca kamienica mieszkalna (ul. Oswobodzenia 104), wybudowana w 2. połowie XIX wieku w stylu historyzmu ceglanego prostego;
- drewniany dom wiejski ze starodrzewem (ul. Oswobodzenia 105), wzniesiony w 2. połowie XIX wieku, obecnie zaadaptowany na bar;
- dawny budynek pomp (ul. Oswobodzenia 122), pochodzi z początku XX wieku, posiada cechy stylu historyzmu, obecnie jest to budynek mieszkalny[13].